# Kiin Kiin
Kiin Kiin (thai: "kom og spis") er en dansk restaurant, beliggende på Guldbergsgade på Nørrebro i København. Den er én af kun to thai-restauranter i verden som har fået en stjerne i Michelinguiden. Den blev åbnet i 2005 af Henrik Yde-Andersen og Lertchai Treetawatchaiwong.

## Historie
Restauranten blev åbnet i august 2005 som et sted med gourmet-mad fra det thailandske køkken. I 2007 fik Kiin Kiin en "rising star" af Michelinguiden, og året efter fik den en rigtig stjerne af den berømte guide. Chefen for Michelinguiden Derek Bulmer havde forud for tildelingen af "rising star" selv besøgt Kiin Kiin, og givet ejer Henrik Yde råd til restauranten. Kiin Kiin fik stjernen fornyet hvert år, indtil 2023, hvor var Kiin Kiin ikke længere på listen. Det skete efter at Dak Laddaporn ikke længere var køkkenchef.